# Deutsche Bank Park
A Deutsche Bank Park Frankfurt város legnagyobb labdarúgó arénája. 1925. május 25-én nyitotta meg kapuit, azóta többször is felújították. Tulajdonosa a Waldstadion Frankfurt Gesellschaft für Projektentwicklung. Jelenleg a Bundesliga labdarúgó stadionjai közé tartozik, az Eintracht Frankfurt csapata játssza benne mérkőzéseit. A stadion tetőszerkezete nyitható-csukható, a pálya fűtött. Világítás van. A lelátók teljesen fedettek, 51 500 néző foglalhat helyet rajtuk, 9300 fő állóhelyen. Gyakran rendeznek koncerteket. Az ilyen rendezvényeken 44 000 ember fér el a stadionban.

## Bérlők
Eintracht Frankfurt (Bundesliga) 1925 - napjainkig
Frankfurt Galaxy (NFL Europa) 1995–2007
SV Wehen Wiesbaden (Bundesliga 2) 2007
FSV Frankfurt (Bundesliga 2) 2008–2009

## A stadion nevei
- Waldstadion (1925–2005)
- FIFA World Cup Stadion (2006-os vb idején)
- Commerzbank-Arena (a vb után)
- Deutsche Bank Park (2020–)
- Az első név Waldstadion volt, 1925-től 2005-ig.

- A 2006-os labdarúgó-világbajnokság idején hatalmas beruházás volt. Felújították a stadiont, próbaidőszaknak számított ez a szakasz, ez idő alatt FIFA World Cup Stadion volt a neve. Vb-meccsek ezen a helyszínen: Németország-Ausztrália 4-3, Brazília-Argentína 4-1. 2006-tól a vb után a Commerzbankról nevezték el. 2020 áprilisában bejelentették, hogy 2027-ig Deutsche Bank Park lesz a stadion neve.[1]

## Érdekességek
- A legnagyobb nézőszám 70 000 fő, mely az 1953-as Eintracht Frankfurt–1. FC Nürnberg bajnokin volt. 200-an megsérültek.
- A FIFA-játéksorozat néhány megjelent részében (FIFA 08, FIFA 09, FIFA 10) a kiválasztható labdarúgó-stadionok közé tartozik, azaz virtuálisan is lehet használni.
- A stadiont 1945-ben, a második világháború után 1 évre lefoglalta az amerikai hadsereg, ez idő alatt Victory stadion volt a neve. 1946 júliusától újra sportrendezvényekre használták.

## Fordítás
- Ez a szócikk részben vagy egészben  a   Commerzbank-Arena című angol Wikipédia-szócikk fordításán alapul.  Az eredeti cikk szerkesztőit annak laptörténete sorolja fel. Ez a jelzés csupán a megfogalmazás eredetét és a szerzői jogokat jelzi, nem szolgál a cikkben szereplő információk forrásmegjelöléseként.